# Rząd Sergeja Staniszewa
Rząd Sergeja Staniszewa – gabinet pod kierownictwem Sergeja Staniszewa, powołany 16 sierpnia 2005 i zaprzysiężony 17 sierpnia 2005 przez Prezydenta Bułgarii Georgiego Pyrwanowa.
W skład gabinetu wchodziły trzy partie, które uzyskały najlepsze wyniki w wyborach parlamentarnych w 2005: lewicowa Bułgarska Partia Socjalistyczna (31%), liberalny Narodowy Ruch Symeona Drugiego (20%) oraz reprezentujący bułgarskich Turków Ruch na rzecz Praw i Wolności (13%). Początkowo, po ogłoszeniu wyników wyborczych – 25 czerwca – zwycięska lewica zadeklarowała, że w nowym gabinecie nie znajdzie się miejsce dla przedstawicieli Ruchu Symeona Drugiego, który rządził w latach 2001–2005. Jednak, kiedy 27 lipca propozycja gabinetu lidera BPS Sergeja Staniszewa została odrzucona głosami właśnie liberałów, rozpoczęły się pierwsze próby zawiązania wielkiej koalicji. Ostatecznie, 16 sierpnia, 39-letni Staniszew ogłosił nowy skład rządu, w którym zasiadali ministrowie trzech największych partii w Bułgarskim Zgromadzeniu Narodowym. Teki wicepremierów zaproponował liderom koalicyjnych ugrupowań: Symeonowi Sakskoburggockiemu (który desygnował na to stanowisko Danieła Wyłczewa) i Emeł Etem Toszkowej. Tego samego dnia głosami 168:67 został wybrany na dziewiątego premiera Republiki Bułgarskiej.
Rząd wielkiej koalicji dysponował 167 głosami w Zgromadzeniu Narodowym (z 240).
27 lipca 2009 roku, trzy tygodnie po wyborach parlamentarnych, wygranych przez centroprawicową partię GERB, Staniszew podał swój rząd do dymisji i stanął na czele parlamentarnej opozycji.

## Skład rządu
| Urząd                                                | Imię i nazwisko     | Partia   | Okres urzędowania        |
|                                                      |                     |          |                          |
| Premier                                              | Sergej Staniszew    | BPS      | 17.08.2005 – 27.07.2009  |
|                                                      |                     |          |                          |
| Wicepremierzy                                        | Iwajło Kałfin       | BPS      | 17.08.2005 – 27.07.2009  |
|                                                      | Danieł Wyłczew      | NRnrSiP  | 17.08.2005 – 27.07.2009  |
|                                                      | Emeł Etem Toszkowa  | RnrPiW   | 17.08.2005 – 27.07.2009  |
|                                                      | Meglena Pługcziewa  | bezpart. | 24.04.2008 – 27.07.2009  |
| Minister Spraw Zagranicznych                         | Iwajło Kałfin       | BPS      | 17.08.2005 – 27.07.2009  |
| Minister Spraw Wewnętrznych                          | Michaił Mikow       | BPS      | 24.04.2008 – 27.07.2009  |
|                                                      | Rumen Petkow        | BPS      | 17.08.2005 – 24.04.2008  |
| Minister Zdrowia                                     | Ewgenij Żełew       | BPS      | 24.04.2008 – 27.07.2009  |
|                                                      | Radosław Gajdarski  | BPS      | 17.08.2005 – 24.04.2008  |
| Minister Gospodarki i Energetyki                     | Petyr Dimitrow      | BPS      | 18.07.2007 – 27.07.2009  |
|                                                      | Rumen Owczarow      | BPS      | 17.08.2005 – 02.06.2007  |
| Minister Kultury                                     | Stefan Danaiłow     | BPS      | 17.08.2005 – 27.07.2009. |
| Minister Pracy i Polityki Socjalnej                  | Emilia Masłarowa    | BPS      | 17.08.2005 – 27.07.2009  |
| Minister Transportu                                  | Petyr Mutafczijew   | BPS      | 17.08.2005 – 27.07.2009  |
| Minister Rozwoju Regionalnego i Robót Publicznych    | Asen Gagauzow       | BPS      | 17.08.2005 – 27.07.2009  |
| Minister Edukacji i Nauki                            | Danieł Wyłczew      | NRnrSiP  | 17.08.2005 – 27.07.2009  |
| Minister Obrony Narodowej                            | Nikołaj Conew       | NRnrSiP  | 24.04.2008 – 27.07.2009  |
|                                                      | Weselin Bliznakow   | NRnrSiP  | 17.08.2005 – 24.04.2008  |
| Minister Sprawiedliwości                             | Miglena Taczewa     | NRnrSiP  | 18.07.2007 – 27.07.2009  |
|                                                      | Georgi Petkanow     | NRnrSiP  | 17.08.2005 – 04.06.2007  |
| Minister ds. Europejskich                            | Gergana Grynczarowa | NRnrSiP  | 14.03.2007 – 27.07.2009  |
|                                                      | Meglena Kunewa      | NRnrSiP  | 17.08.2005 – 28.10.2006  |
| Minister Administracji i Reformy Administracyjnej    | Nikołaj Wasilew     | NRnrSiP  | 17.08.2005 – 27.07.2009  |
| Minister ds. Nagłych Wypadków i Krytycznych Sytuacji | Emeł Etem Toszkowa  | RnrPiW   | 17.08.2005 – 27.07.2009  |
| Minister Rolnictwa i Leśnictwa                       | Waleri Cwetanow     | RnrPiW   | 24.04.2008 – 27.07.2009  |
|                                                      | Nihat Kabił         | RnrPiW   | 17.08.2005 – 24.04.2008  |
| Minister Środowiska                                  | Dżewdet Czakyrow    | RnrPiW   | 17.08.2005 – 27.07.2009  |
| Minister Finansów                                    | Płamen Oreszarski   | bezpart. | 17.08.2005 – 27.07.2009  |

## Zmiany w rządzie
- 28 października 2006:
  - Odwołanie Megleny Kunewy, która została komisarzem ds. ochrony konsumenta w Komisji Europejskiej. Przez następne pół roku obowiązki ministra ds. Europejskich pełnił minister spraw zagranicznych Iwajło Kałfin.
- 14 marca 2007:
  - Powołanie na stanowisko ministra ds. Europejskich dotychczasowej wiceminister spraw zagranicznych Gergany Grynczarowej.
- 2 czerwca 2007:
  - Odwołanie Rumena Owczarowa ze stanowiska ministra skarbu i energetyki w związku z podejrzeniem popełnienia przez niego przestępstwa, polegającego na zastraszaniu i próbie przekupstwa prokuratora generalnego.
- 4 czerwca 2007:
  - Odwołanie ministra sprawiedliwości Georgi Petkanowa, który swoją dymisję tłumaczył względami osobistymi i zmęczeniem.
- 18 lipca 2007:
  - Powołanie na stanowisko ministra sprawiedliwości byłej wiceminister w tym resorcie (za rządów Symeona II) Migleny Taczewej.
  - Powołanie na stanowisko ministra skarbu i energetyki Petyra Dimitrowa.

## Afera Owczarowa
Cztery miesiące po wstąpieniu do Unii Europejskiej w Bułgarii wyszła na jaw jedna z największych w dziejach Republiki afera korupcyjna, w którą zamieszani byli ważni urzędnicy państwowi.
4 maja 2007 roku w wywiadzie dla dziennika „Sofia Echo” Angeł Aleksandrow, szef Krajowego Biura Śledczego, powiedział, że minister skarbu w rządzie Staniszewa Rumen Owczarow (Bułgarska Partia Socjalistyczna) poprosił go o znalezienie kompromitujących dokumentów na Christo Laczewa, dyrektora Bulgartabacu, jednych z największych w Europie Środkowej (państwowych) zakładów produkujących papierosy; w przypadku niespełnienia tego żądania Owczarow zagroził zdymisjonowaniem Aleksandrowa.
Dzień później do kraju z zagranicznej wizyty w Portugalii powrócił premier Staniszew, ale nie wręczył ministrowi, który od dziesięciu lat był liderem sofijskiej BPS, wymówienia. 8 maja wraz z innymi członkami rządu Owczarow pojechał do Moskwy na rozmowy o zacieśnieniu współpracy gospodarczej, co wywołało ostrą krytykę opozycji. Pełnił obowiązki ministra do 9 maja; dwanaście dni później, dzień po wyborach do Parlamentu Europejskiego, zrezygnował również z funkcji szefa BPS w Sofii. Ponadto w wyniku afery dymisje otrzymali: wiceminister ds. nagłych wypadków Deljan Pejewski (który naciskał na Laczewa w sprawie zatrudnienia w Bulgartabac swoich znajomych), wiceminister skarbu Kornelia Ninowa i prokurator Tatjana Szarlandijewa, które miały pomagać w znalezieniu obciążających informacji na Laczewa. Z funkcji szefa KBŚ zrezygnował także Aleksandrow.
Afera zaniepokoiła unijnego komisarza ds. sprawiedliwości Franco Frattiniego, który przypomniał, że obietnica walki z korupcją była jednym z głównych argumentów na rzecz przyjęcia Bułgarii do wspólnoty europejskiej. Niedługo po ujawnieniu skandalu do kraju przyjechał Geoffrey Van Orden, poseł do PE, w czasie rozszerzenia adwokat sprawy bułgarskiej, który następnie powiedział, że sytuacja w kraju przypomina mu „bagno pełne aligatorów”.

## Polityka zagraniczna: sojusz energetyczny zRosją
20 stycznia 2008 roku do Sofii przyleciał prezydent Rosji Władimir Putin. Wagę tego wydarzenia uwypuklał fakt, iż była to ostatnia zagraniczna wizyta Putina jako urzędującego prezydenta. Zresztą w stolicy Bułgarii towarzyszył mu również Dmitrij Miedwiediew, namaszczony przez niego kandydat na sukcesora. Oficjalnym powodem wizyty było uczczenie sto trzydziestej rocznicy odzyskania przez Bułgarię niepodległości, jednak głównym tematem rozmów rosyjskiego prezydenta z Georgi Pyrwanowem i Sergejem Staniszewem była sprawa gazociągu South Stream.
Włosko-rosyjski projekt energetyczny zakłada umożliwienie dostawy rosyjskiego gazu na Bałkany oraz do Europy Południowej z pominięciem tradycyjnej drogi przez kraje zachodnio- i wschodnioeuropejskie, w tym Polski i Ukrainy.
Przed przyjazdem Putina premier Staniszew oraz minister spraw zagranicznych Iwajło Kałfin zgodnie twierdzili, że rząd sprzeciwi się udziałowi w projekcie South Stream, a prezydent Pyrwanow podkreślał, że Bułgarzy nie zamierzają wycofywać się z udziału w konkurencyjnym do South Stream europejskim projekcie gazociągu Nabucco. Rosyjskiego gościa chłodno przywitali również ekolodzy i przedstawiciele bułgarskiej prawicy, którzy obkleili miasto plakatami z napisami „Putin do domu”.
Jednakże wizyta Putina zakończyła się pełnym sukcesem. Po kilkugodzinnej, nocnej rozmowie rosyjskiego prezydenta z przedstawicielami najwyższych władz Bułgarii, rankiem na nadzwyczajnym posiedzeniu zebrał się rząd Staniszewa i zaakceptował porozumienie z Rosją w sprawie budowy gazociągu. Postanowiono, że Bułgaria otrzyma 50% udziałów w firmie zarządzającej infrastrukturą znajdującą się na jej terytorium, a także gwarancje uczestniczenia w budowie czarnomorskiej części gazociągu (spółka Bułgargaz). Ponadto podpisano umowę o utworzeniu spółki przez Rosję, Bułgarię i Grecję, która zaprojektuje ropociąg znad Morza Czarnego do Morza Egejskiego, omijając cieśniny tureckie (ropociąg Burgas-Aleksandropolis). W zamian za to w Bułgarii zostanie zbudowana (przez rosyjską firmę Atomstrojeksport) nowa elektrownia atomowa.
Sojusz energetyczny z Rosją wywołał żywe reakcje opozycji, której lider Iwan Kostow (Demokraci na rzecz Silnej Bułgarii) zarzucił władzom, że chcą przekształcić kraj w „konia trojańskiego Putina w Europie„, a także konsternację partnerów Bułgarii w Unii Europejskiej.
Komentatorzy podkreślali, że mimo iż porozumienie w sprawie South Stream przyniesie Bułgarii korzyści finansowe i znacznie umocni jej rolę na europejskiej mapie energetycznej, to jednak całkowicie uzależni ją od rosyjskiego Gazpromu. Niektóre media, także polskie, pisały, że Rosja „wciągnęła Bułgarię do swojej strefy wpływów.